# 香港二毫硬幣

香港貳毫硬幣（1904年）

貳毫硬幣，又稱二毫硬幣、二角硬幣和兩毫硬幣，是一種現行流通的香港貨幣，面額為$0.2港元。

## 歷史
香港政府於1866年首鑄貳毫硬幣，含銀8成。1905年，港府停止鑄造貳毫硬幣，闊別了70年才再度面世。1975年開始，港府又重新發行以黃銅鎳合金鑄造的貳毫硬幣，一面鑄有當時在位的英女皇伊利沙伯二世的肖像，另一面則鑄有面值「香港貳毫」，但外形並非70年前的圓形，改為12角扇形。1993年配合香港主權移交而更改設計，配上洋紫荊花作背面圖案，而另一面鑄上阿拉伯數字「20」。1997年又有鑄上有蝴蝶風箏圖案的紀念硬幣。

## 曾發行的年份(1975年後)
- 第1個女皇頭時代：（現較少流通）
  - 1975年：7100萬
  - 1976年：4200萬
  - 1977年：4200萬
  - 1978年：8600萬
  - 1979年：9450萬
  - 1980年：6500萬
  - 1982年：3000萬
  - 1983年：1500萬
- 轉用黃銅鎳合金鑄造後的「大皇冠」時代：（現較少流通）
  - 1985年：1000萬
  - 1988年：1250萬
  - 1989年：5600萬
  - 1990年：5600萬
  - 1991年：1億3100萬
- 洋紫荊時代：
  - 1993年：5000萬
  - 1994年：1億
  - 1995年：1億3100萬
  - 1997年（有普通版和回歸紀念版，回歸特別版本是鑄上蝴蝶風箏圖案的）：2億9100萬
  - 1998年[1]：5億4000萬